# Nando Carneiro
Fernando Ribeiro Carneiro, mais conhecido como Nando Carneiro (Belo Horizonte, 26 de junho de 1953), é um maestro, violonista e compositor brasileiro. Irmão do poeta e escritor Geraldo Carneiro. Conhecido principalmente por ser companheiro na guitarra e teclado de Egberto Gismonti em vários álbuns e concertos. Ele também trabalhou com André Geraissati (grupo Insight), Trilok Gurtu (grupo The Glimpse), John McLaughlin e John Scofield.

## Biografia
Nasceu em Belo Horizonte, Minas Gerais. Começou a tocar piano aos seis anos, tendo aulas com a professora Carmen Manhães. Várias pessoas tornaram-se figuras decisivas em sua formação musical, a começar por seus pais e professores, com destaque para Leo Soares, com quem estudou violão, Roberto Gnattali, professor de teoria e harmonia, e John Neschling com quem aprendeu teoria, harmonia, composição e regência. Nando compõe desde seus 18 anos. Entre as suas composições estão: As Gralhas, Lady Jane, Verão de 74, Folia e Peregrino.
Iniciou sua carreira profissional como um dos integrantes do grupo A Barca do Sol, do qual foi um dos fundadores, com quem gravou os álbuns: A Barca do Sol (1974), Durante o verão (1976), Corra o Risco (1978), primeiro LP de Olívia Byington,  e Pirata (1979). Em 1983, iniciou a sua carreira solo, gravando os álbuns Violão, produzido por Egberto Gismonti e lançado na Europa em 1991, Mantra Brasil e Topázio. Participou da gravação de discos da atriz Beth Goulart (O Balão e a Vida, Sementes no ar e Passional). Em 1983, casou-se com a atriz Beth Goulart, com quem teve um filho, João Gabriel, e uma neta, Maria Luiza. Mais tarde, após se separarem em 1988, foi morar na Alemanha. Compôs, em parceria com John Neschling, a trilha sonora do filme O Beijo da Mulher Aranha, registrada no LP Kiss of the Spider Woman, lançado em 1985. Casou-se pela segunda vez em 1996 com a bailarina e coreógrafa Nora Kholki.  
Em dueto com o baixista Zeca Assumpção, Carneiro lançou o CD Catavento, gravado ao vivo em show realizado no Centro Cultural Banco do Brasil (RJ). Em 2004, formou o grupo Luxo Artesanal Quarteto com Zeca Assumpção (contrabaixo), David Ganc (flautas) e Mingo Araújo (percussão). Duas de suas músicas foram tiradas do álbum Topázio (2005) e incluídas na coletânea Contemporary Instrumental Music from Brasil, lançado nos Estados Unidos. Nando dirige a Orquestra Kuarup, formada por jovens músicos de Rio das Ostras, na Região dos Lagos do Rio de Janeiro, onde mora. O repertório executado pela orquestra tem seus arranjos escritos por Nando.

## Discografia
| Ano  | Álbum                                       | Detalhes                                             |
| ---- | ------------------------------------------- | ---------------------------------------------------- |
| 1974 | A Barca do Sol                              | - Formato: LP - Gravadora: Continental               |
| 1976 | Durante o verão                             | - Formato: LP - Gravadora: Continental               |
| 1978 | Corra o Risco                               | - Formato: LP - Gravadora: Continental               |
| 1979 | Pirata                                      | - Formato: LP - Gravadora: Produção independente     |
| 1981 | Sementes no ar                              | - Formato: LP - Gravadora: Polygram                  |
| 1982 | Passional                                   | - Formato: LP - Gravadora: Polygram                  |
| 1983 | Cidade Coração                              | - Formato: LP - Gravadora: EMI-Odeon                 |
| 1983 | Violão                                      | - Gravadora:Carmo/Carmo-ECM/Alemanha                 |
| 1985 | Kiss of the spider woman                    | - Formato: LP - Gravadora: Warner/EUA                |
| 1985 | Mantra Brasil                               | - Formato: LP - Gravadora: Carmo                     |
| 1986 | Alma                                        | - Formato: LP - Gravadora: EMI-Odeon                 |
| 1987 | Insight                                     | - Formatos LP - Gravadora: Visom Digital             |
| 1988 | Topázio                                     | - Gravadora: Visom                                   |
| 1990 | Infância                                    | - Formato: CD - Gravadora: ECM/Alemanha              |
| 1991 | Amazônia                                    | - Formato: CD - Gravadora: Carmo                     |
| 1993 | Música da sobrevivência                     | - Formato: CD - Gravadora: ECM/Alemanha              |
| 1993 | Contemporary instrumental music from Brasil | - Formato: CD - Gravadora: Windham Hill/EUA          |
| 1996 | Zigzag                                      | - Formato: CD - Gravadora: ECM/Alemanha              |
| 1997 | The Glimpse                                 | - Formato: CD - Gravadora: Silva America Records/EUA |
| 1998 | Catavento - Nando Carneiro & Zeca Assumpção | - Formato: CD - Gravadora: Sunset Music/Australia    |
| 2005 | Topázio                                     | - Formato: CD - Gravadora: Visom                     |